# Genelia D'Souza
Genelia D'Souza (n. 5 de agosto de 1987; India) es una actriz india. Es una de las actrices más importantes y representativas de Tollywood, nombre que recibe la industria del cine indio en lengua telugu.

## Biografía
Genelia se crio en Bombay, hija de Jeanette D'Souza y Neil D'Souza, donde asistió al Instituto Apostólico de los Carmelitas de Bandra, un barrio de Bombay. Genelia y su familia proceden de la comunidad cristiana de Mangalore, una comunidad muy numerosa en Bombay. Posteriormente se graduó en Administración en el St. Andrews College, también de Bandra.
Su carrera como actriz en Bollywood comenzó en 2003 con la cinta Tujhe Meri Kasam. Sin embargo, rápidamente dejó la conocida industria bollywoodiense por la de Tollywood. Fue en la gran industria cinematográfica telugu donde Genelia cosechó más éxitos con filmes como Satyam, Happy, Samba, Sye y Subhash Chandra Bose.

## Premios
- 2006, Premio Filmfare a la Mejor Actriz (Telugu)
- 2006, Premio Santosham a la Mejor Actriz
- 2006, Premios Nandi
- 2007, Premio FNCC a la Mejor Actriz.
- 2009, Premio Sitara a la Mejor Actriz.
- 2009, Premio Sitara por la estrella Sitara Jodi.